# Svjetski skijaški kup 2007.
Sezonu Svjetskog skijaškog kupa 2007. obilježila su mnogo otkazivanja utrka prouzročena nepovoljnim vremenskim uvjetima. Sezona je trebala početi 28. listopada 2006. u austrijskom Söldenu, ali nije počela do 11. studenog. Završnica sezone održana je u švicarskom Lenzerheideu zaključno s 18. ožujkom. Bila je ovo jedna od najuzbudljivijih sezona u posljednjih nekoliko godina i kod skijaša i kod skijašica. Tri skijaša i četiri skijašice došli su na završne utrke kao glavni favoriti za osvajanje kristalnog globusa. Prije posljednjih utrka najveći favoriti za osvajanje ukupne pobjede bili su Austrijanci Benjamin Raich i Marlies Schild. Naime, prije posljednje 4 utrke u konkurenciji skijaša prvoplasirani je bio Raich s 1055 bodova, drugoplasirani Didier Cuche s 963 boda, a trećeplasirani Svindal s 952 boda. Kako je Svindal bio allround skijaš, a Raich odličan u tehničkim disciplinama, očekivala se velika bitka između njih dvojice iako je Cuche vrebao iz sjene.
Aksel Lund Svindal je pobijedio u prve tri utrke i pretekao Raicha za 97 bodova. Ostala je još samo jedna utrka. No, tih 97 bodova nije bilo nedostižno za Raicha jer je zadnja utrka bila slalomska u kojoj je bio jedan od glavnih favorita za pobjedu, a Svindal nema zapaženijih rezultata u toj disciplini. Kako na završnici Svjetskog kupa samo 15 prvoplasiranih osvaja bodove, Svindalu je trebalo 15. mjesto da potvrdi osvajanje velikog kristalnog globusa ako Raich pobjedi. Raich je pobijedio, a na njegovu žalost Svindal je bio upravo 15. učinivši završnicu dosta dramatičnom. Da je kojim slučajem Svindal bio samo 7 stotinki sporiji, osvojio bi 16. mjesto i donio slavlje Austrijancu. Ovako, uz dva mala kristalna globusa (iz veleslaloma i kombinacije), Svindal je osvojio i veliki.
Kod skijašica je priča bila malo drukčija, ali jednako dramatična. Marlies Schild je bila vodeća u ukupnom poretku s 1302 boda, slijedile su je Nicole Hosp a 1287 Julia Mancuso s 1251 i Renate Götschl s 1200 bodova. Prvu utrku je dobila Götschl i time poboljšala nade za osvajanje kristalnog globusa, no da previše ne smanji zaostatak pobrinula se Schild iznenađujućim drugim mjestom. Schild je u utrci super-veleslaloma bila najbrža od navedenog četverolista (3. mjesto) i činilo da joj veliki kristalni globus nitko ne može uzeti iz ruku. Pogotovo jer su slijedile tehničke utrke u kojima je bila jaka. Od 8 odvoženih slalomskih utrka pobijedila je u 7, a u veleslalomskim bilježi vrlo dobre rezultate. No, nije tako mislila Nicole Hosp koja je u tom trenutku zaostajala za Schild 70 bodova. Prvo je pobijedila u Marliesinoj paradnoj disciplini - slalomu, utrci u kojoj Schild nije osvojila niti jedan bod (posljednje 19. mjesto), a zatim i u utrci veleslaloma, disciplini u kojoj je osvojila mali kristalni globus. Ova posljednja utrka bila je izuzetno zanimljiva. Schild je bila petoplasirana nakon odvožene druge vožnje i čekala je na cilju samo prvoplasiranu iz prve vožnje - Nicole Hosp. Da bi osvojila veliki kristalni globus, Hosp je morala osvojiti bodove, odnosno biti najmanje 15. Očekivalo se da će kalkulirati i samo se spustiti do cilja kako bi došla do bodova. No, ono što je učinila ući će u skijaške anale. Besprijekornom vožnjom Hosp je pobijedila s više od sekunde prednosti pred Njemicom Kathrin Hölzl i tako na najbolji mogući način zaokružila svoju uspješnu sezonu u kojoj je po prvi put osvojila naslov najbolje u Svjetskom kupu.

## Pobjednici u utrkama Svjetskog kupa

### Skijaši
| Datum                                 | Skijalište                       | Disciplina | Pobjednik              | Drugoplasirani         | Trećeplasirani         |
| 29. listopada 2006.                   | Sölden                           | VS         | otkazano               | otkazano               | otkazano               |
| 12. studenog 2006.                    | Levi                             | SL         | Benjamin Raich         | Markus Larsson         | Giorgio Rocca          |
| 25. studenog 2006.                    | Lake Louise                      | SP         | Marco Büchel           | Manuel Osborne-Paradis | Peter Fill             |
| 26. studenog 2006.                    | Lake Louise                      | SG         | John Kucera            | Mario Scheiber         | Patrik Järbyn          |
| 30. studenog 2006.                    | Beaver Creek                     | K          | Aksel Lund Svindal     | Marc Berthod           | Rainer Schönfelder     |
| 1. prosinca 2006.                     | Beaver Creek                     | SP         | Bode Miller            | Didier Cuche           | Steven Nyman           |
| 2. prosinca 2006.                     | Beaver Creek                     | VS         | Massimiliano Blardone  | Aksel Lund Svindal     | Ted Ligety             |
| 3. prosinca 2006.                     | Beaver Creek                     | SL         | André Myhrer           | Michael Janyk          | Felix Neureuther       |
| 10. prosinca 2006.                    | Val d'Isère Reiteralm            | K          | Ivica Kostelić         | Romed Baumann          | Pierrick Bourgeat      |
| 15. prosinca 2006.                    | Val Gardena                      | SG         | Bode Miller            | Christoph Gruber       | John Kucera            |
| 16. prosinca 2006.                    | Val Gardena                      | SP         | Steven Nyman           | Didier Cuche           | Fritz Strobl           |
| 17. prosinca 2006.                    | Alta Badia                       | VS         | Kalle Palander         | Bode Miller            | Didier Defago          |
| 18. prosinca 2006.                    | Alta Badia                       | SL         | Markus Larsson         | Ted Ligety             | Ivica Kostelić         |
| 20. prosinca 2006.                    | Hinterstoder                     | SG         | Bode Miller            | Peter Fill             | Hermann Maier          |
| 21. prosinca 2006.                    | Hinterstoder                     | VS         | Aksel Lund Svindal     | François Bourque       | Kalle Palander         |
| 9. prosinca 2006. 28. prosinca 2006.  | Val d'Isère Bormio               | SP         | Michael Walchhofer     | Didier Cuche           | Mario Scheiber         |
| 29. prosinca 2006.                    | Bormio                           | SP         | Michael Walchhofer     | Peter Fill             | Mario Scheiber         |
| 6. siječnja 2007.                     | Adelboden                        | VS         | Benjamin Raich         | Massimiliano Blardone  | Aksel Lund Svindal     |
| 7. siječnja 2007.                     | Adelboden                        | SL         | Marc Berthod           | Benjamin Raich         | Mario Matt             |
| 13. siječnja 2007.                    | Wengen                           | SP         | Bode Miller            | Didier Cuche           | Peter Fill             |
| 12. siječnja 2007. 14. siječnja 2007. | Wengen                           | K          | Mario Matt             | Marc Berthod           | Silvan Zurbriggen      |
| 20. siječnja 2007.                    | Chamonix Val d'Isère             | SP         | Pierre-Emmanuel Dalcin | Erik Guay              | Manuel Osborne-Paradis |
| 26. siječnja 2007.                    | Kitzbühel                        | SG         | otkazano               | otkazano               | otkazano               |
| 14. siječnja 2007. 27. siječnja 2007. | Wengen Kitzbühel                 | SL         | Jens Byggmark          | Mario Matt             | Alois Vogl             |
| 28. siječnja 2007.                    | Kitzbühel                        | SL         | Jens Byggmark          | Mario Matt             | Manfred Moelgg         |
| 29. siječnja 2007.                    | Kitzbühel                        | K          | otkazano               | otkazano               | otkazano               |
| 30. siječnja 2007.                    | Schladming                       | SL         | Benjamin Raich         | Jens Byggmark          | Mario Matt             |
| 27. siječnja 2007. 23. veljače 2007.  | Kitzbühel Garmisch-Partenkirchen | SP         | Andrej Jerman          | Hans Grugger           | Erik Guay              |
| 24. veljače 2007.                     | Garmisch-Partenkirchen           | SP         | Erik Guay              | Andrej Jerman          | Didier Cuche           |
| 25. veljače 2007.                     | Garmisch-Partenkirchen           | SL         | Mario Matt             | Felix Neureuther       | Benjamin Raich         |
| 3. ožujka 2007.                       | Kranjska Gora                    | VS         | Benjamin Raich         | François Bourque       | Massimiliano Blardone  |
| 4. ožujka 2007.                       | Kranjska Gora                    | SL         | Mario Matt             | Benjamin Raich         | Manfred Moelgg         |
| 21. siječnja 2007. 9. ožujka 2007.    | Chamonix Val d'Isère Kvitfjell   | K          | Benjamin Raich         | Silvan Zurbriggen      | Aksel Lund Svindal     |
| 9. ožujka 2007. 10. ožujka 2007.      | Kvitfjell                        | SP         | Didier Cuche           | Erik Guay              | Marco Büchel           |
| 10. ožujka 2007. 11. ožujka 2007.     | Kvitfjell                        | SG         | Hans Grugger           | Mario Scheiber         | Didier Cuche           |
| 14. ožujka 2007.                      | Lenzerheide                      | SP         | Aksel Lund Svindal     | Daniel Albrecht        | Christoph Gruber       |
| 15. ožujka 2007.                      | Lenzerheide                      | SG         | Aksel Lund Svindal     | Benjamin Raich         | Erik Guay              |
| 17. ožujka 2007.                      | Lenzerheide                      | VS         | Aksel Lund Svindal     | Massimiliano Blardone  | Bode Miller            |
| 18. ožujka 2007.                      | Lenzerheide                      | SL         | Benjamin Raich         | Mario Matt             | Manfred Moelgg         |

### Skijašice
| Datum                                 | Skijalište                        | Disciplina | Pobjednica           | Drugoplasirana                | Trećeplasirana        |
| 28. listopada 2006.                   | Sölden                            | VS         | otkazano             | otkazano                      | otkazano              |
| 11. studenog 2006.                    | Levi                              | SL         | Marlies Schild       | Nicole Hosp                   | Kathrin Zettel        |
| 25. studenog 2006.                    | Aspen                             | VS         | Kathrin Zettel       | Tanja Poutiainen              | Michaela Kirchgasser  |
| 26. studenog 2006.                    | Aspen                             | SL         | Marlies Schild       | Nicole Hosp                   | Therese Borssén       |
| 1. prosinca 2006.                     | Lake Louise                       | SP         | Maria Riesch         | Lindsey Kildow                | Nadia Fanchini        |
| 2. prosinca 2006.                     | Lake Louise                       | SP         | Lindsey Kildow       | Renate Götschl                | Anja Pärson           |
| 3. prosinca 2006.                     | Lake Louise                       | SG         | Renate Götschl       | Lindsey Kildow                | Kelly VanderBeek      |
| 10. prosinca 2006. 15. prosinca 2006. | St. Moritz Reiteralm              | K          | Marlies Schild       | Michaela Kirchgasser          | Kathrin Zettel        |
| 17. prosinca 2006. 16. prosinca 2006. | Val d'Isère Reiteralm             | SG         | Renate Götschl       | Nicole Hosp                   | Martina Schild        |
| 16. prosinca 2006. 19. prosinca 2006. | Val d'Isère                       | SP         | Julia Mancuso        | Renate Götschl                | Lindsey Kildow        |
| 9. prosinca 2006. 20. prosinca 2006.  | St. Moritz Val d'Isère            | SP         | Lindsey Kildow       | Julia Mancuso                 | Anja Pärson           |
| 20. prosinca 2006. 21. prosinca 2006. | Megève Val d'Isère                | SL         | Marlies Schild       | Annemarie Gerg                | Therese Borssén       |
| 28. prosinca 2006.                    | Semmering                         | VS         | Kathrin Zettel       | Nicole Hosp                   | Marlies Schild        |
| 29. prosinca 2006.                    | Semmering                         | SL         | Therese Borssén      | Kathrin Zettel                | Marlies Schild        |
| 4. siječnja 2007.                     | Zagreb                            | SL         | Marlies Schild       | Ana Jelušić                   | Šárka Záhrobská       |
| 6. siječnja 2007.                     | Maribor Kranjska Gora             | VS         | Nicole Hosp          | Nicole Gius                   | Tanja Poutiainen      |
| 7. siječnja 2007.                     | Maribor Kranjska Gora             | SL         | Marlies Schild       | Šárka Záhrobská               | Veronika Zuzulová     |
| 12. siječnja 2007. 13. siječnja 2007. | Altenmarkt-Zauchensee             | SP         | Renate Götschl       | Dominique Gisin               | Julia Mancuso         |
| 13. siječnja 2007. 14. siječnja 2007. | Altenmarkt-Zauchensee             | K          | Julia Mancuso        | Lindsey Kildow                | Marlies Schild        |
| 19. siječnja 2007.                    | Cortina d'Ampezzo                 | SG         | Julia Mancuso        | Nicole Hosp                   | Renate Götschl        |
| 20. siječnja 2007.                    | Cortina d'Ampezzo                 | SP         | Renate Götschl       | Julia Mancuso                 | Marie Marchand-Arvier |
| 21. siječnja 2007.                    | Cortina d'Ampezzo                 | VS         | Karen Putzer         | Julia Mancuso                 | Denise Karbon         |
| 14. siječnja 2007. 26. siječnja 2007. | Altenmarkt-Zauchensee San Sicario | SG         | Renate Götschl       | Lindsey Kildow                | Christine Sponring    |
| 27. siječnja 2007.                    | San Sicario                       | SP         | Renate Götschl       | Elisabeth Görgl               | Maria Holaus          |
| 28. siječnja 2007.                    | San Sicario                       | SG         | Lindsey Kildow       | Renate Götschl                | Christine Sponring    |
| 24. veljače 2007.                     | Sierra Nevada                     | VS         | Michaela Kirchgasser | Nicole Hosp                   | Tanja Poutiainen      |
| 25. veljače 2007.                     | Sierra Nevada                     | SL         | Marlies Schild       | Tanja Poutiainen              | Veronika Zuzulová     |
| 2. ožujka 2007.                       | Tarvisio                          | K          | Nicole Hosp          | Julia Mancuso                 | Marlies Schild        |
| 3. ožujka 2007.                       | Tarvisio                          | SP         | Julia Mancuso        | Renate Götschl                | Emily Brydon          |
| 4. ožujka 2007.                       | Tarvisio                          | SG         | Renate Götschl       | Nicole Hosp                   | Julia Mancuso         |
| 10. ožujka 2007.                      | Zwiesel                           | VS         | Tanja Poutiainen     | Nicole Hosp                   | Michaela Kirchgasser  |
| 11. ožujka 2007.                      | Zwiesel                           | SL         | Marlies Schild       | Anna Ottosson Šárka Záhrobská | -                     |
| 14. ožujka 2007.                      | Lenzerheide                       | SP         | Renate Götschl       | Marlies Schild                | Marie Marchand-Arvier |
| 15. ožujka 2007.                      | Lenzerheide                       | SG         | Anja Pärson          | Andrea Fischbacher            | Marlies Schild        |
| 17. ožujka 2007.                      | Lenzerheide                       | SL         | Nicole Hosp          | Anja Pärson                   | Veronika Zuzulová     |
| 18. ožujka 2007.                      | Lenzerheide                       | veleslalom | Nicole Hosp          | Kathrin Hölzl                 | Michaela Kirchgasser  |

## Poredak po disciplinama

### Skijaši

#### Ukupan poredak
| Poz. | Skijaš             | Bodovi |
| ---- | ------------------ | ------ |
| 1.   | Aksel Lund Svindal | 1268   |
| 2.   | Benjamin Raich     | 1255   |
| 3.   | Didier Cuche       | 1098   |
| 4.   | Bode Miller        | 882    |
| 5.   | Mario Matt         | 744    |

#### Spust
| Poz. | Skijaš             | Bodovi |
| ---- | ------------------ | ------ |
| 1.   | Didier Cuche       | 652    |
| 2.   | Marco Büchel       | 471    |
| 3.   | Erik Guay          | 393    |
| 4.   | Peter Fill         | 382    |
| 5.   | Michael Walchhofer | 370    |

#### Slalom
| Poz. | Skijaš         | Bodovi |
| ---- | -------------- | ------ |
| 1.   | Benjamin Raich | 605    |
| 2.   | Mario Matt     | 600    |
| 3.   | Jens Byggmark  | 490    |
| 4.   | Markus Larsson | 340    |
| 5.   | Manfred Moelgg | 334    |

#### Veleslalom
| Poz. | Skijaš                | Bodovi |
| ---- | --------------------- | ------ |
| 1.   | Aksel Lund Svindal    | 416    |
| 2.   | Massimiliano Blardone | 380    |
| 3.   | Benjamin Raich        | 319    |
| 4.   | Kalle Palander        | 299    |
| 5.   | François Bourque      | 249    |

#### Super-veleslalom
| Poz. | Skijaš             | Bodovi |
| ---- | ------------------ | ------ |
| 1.   | Bode Miller        | 304    |
| 2.   | Didier Cuche       | 208    |
| 3.   | John Kucera        | 194    |
| 4.   | Mario Scheiber     | 190    |
| 5.   | Aksel Lund Svindal | 181    |

#### Kombinacija
| Poz. | Skijaš             | Bodovi |
| ---- | ------------------ | ------ |
| 1.   | Aksel Lund Svindal | 232    |
| 2.   | Marc Berthod       | 202    |
| 3.   | Ivica Kostelić     | 200    |
| 4.   | Silvan Zurbriggen  | 169    |
| 5.   | Benjamin Raich     | 166    |

### Skijašice

#### Ukupan poredak
| Poz. | Skijašica      | Bodovi |
| ---- | -------------- | ------ |
| 1.   | Nicole Hosp    | 1572   |
| 2.   | Marlies Schild | 1482   |
| 3.   | Julia Mancuso  | 1356   |
| 4.   | Renate Götschl | 1300   |
| 5.   | Anja Pärson    | 885    |

#### Spust
| Poz. | Skijašica        | Bodovi |
| ---- | ---------------- | ------ |
| 1.   | Renate Götschl   | 705    |
| 2.   | Julia Mancuso    | 536    |
| 3.   | Lindsey Kildow   | 390    |
| 4.   | Anja Pärson      | 293    |
| 5.   | Ingrid Jacquemod | 264    |

#### Slalom
| Poz. | Skijašica         | Bodovi |
| ---- | ----------------- | ------ |
| 1.   | Marlies Schild    | 760    |
| 2.   | Nicole Hosp       | 418    |
| 3.   | Šárka Záhrobská   | 405    |
| 4.   | Therese Borssén   | 389    |
| 5.   | Veronika Zuzulová | 344    |

#### Veleslalom
| Poz. | Skijašica            | Bodovi |
| ---- | -------------------- | ------ |
| 1.   | Nicole Hosp          | 490    |
| 2.   | Tanja Poutiainen     | 419    |
| 3.   | Michaela Kirchgasser | 357    |
| 4.   | Julia Mancuso        | 275    |
| 5.   | Kathrin Hölzl        | 228    |

#### Super-veleslalom
| Poz. | Skijašica             | Bodovi |
| ---- | --------------------- | ------ |
| 1.   | Renate Götschl        | 540    |
| 2.   | Nicole Hosp           | 352    |
| 3.   | Lindsey Kildow        | 310    |
| 4.   | Julia Mancuso         | 273    |
| 5.   | Alexandra Meissnitzer | 207    |

#### Kombinacija
| Poz. | Skijašica            | Bodovi |
| ---- | -------------------- | ------ |
| 1.   | Marlies Schild       | 220    |
| 2.   | Julia Mancuso        | 195    |
| 3.   | Nicole Hosp          | 190    |
| 4.   | Michaela Kirchgasser | 152    |
| 5.   | Resi Stiegler        | 119    |

### Kup nacija

#### Skijaši
| Poz. | Država    | Bodovi |
| ---- | --------- | ------ |
| 1.   | Austrija  | 6610   |
| 2.   | Švicarska | 3982   |
| 3.   | Italija   | 3080   |
| 4.   | Kanada    | 2258   |
| 5.   | SAD       | 2154   |

#### Skijašice
| Poz. | Država    | Bodovi |
| ---- | --------- | ------ |
| 1.   | Austrija  | 8125   |
| 2.   | SAD       | 3143   |
| 3.   | Švedska   | 2340   |
| 4.   | Italija   | 2056   |
| 5.   | Švicarska | 1879   |

#### Ukupan poredak
| Poz. | Država    | Bodovi |
| ---- | --------- | ------ |
| 1.   | Austrija  | 14735  |
| 2.   | Švicarska | 5861   |
| 3.   | SAD       | 5297   |
| 4.   | Italija   | 5136   |
| 5.   | Švedska   | 4177   |